# Pom Klementieff

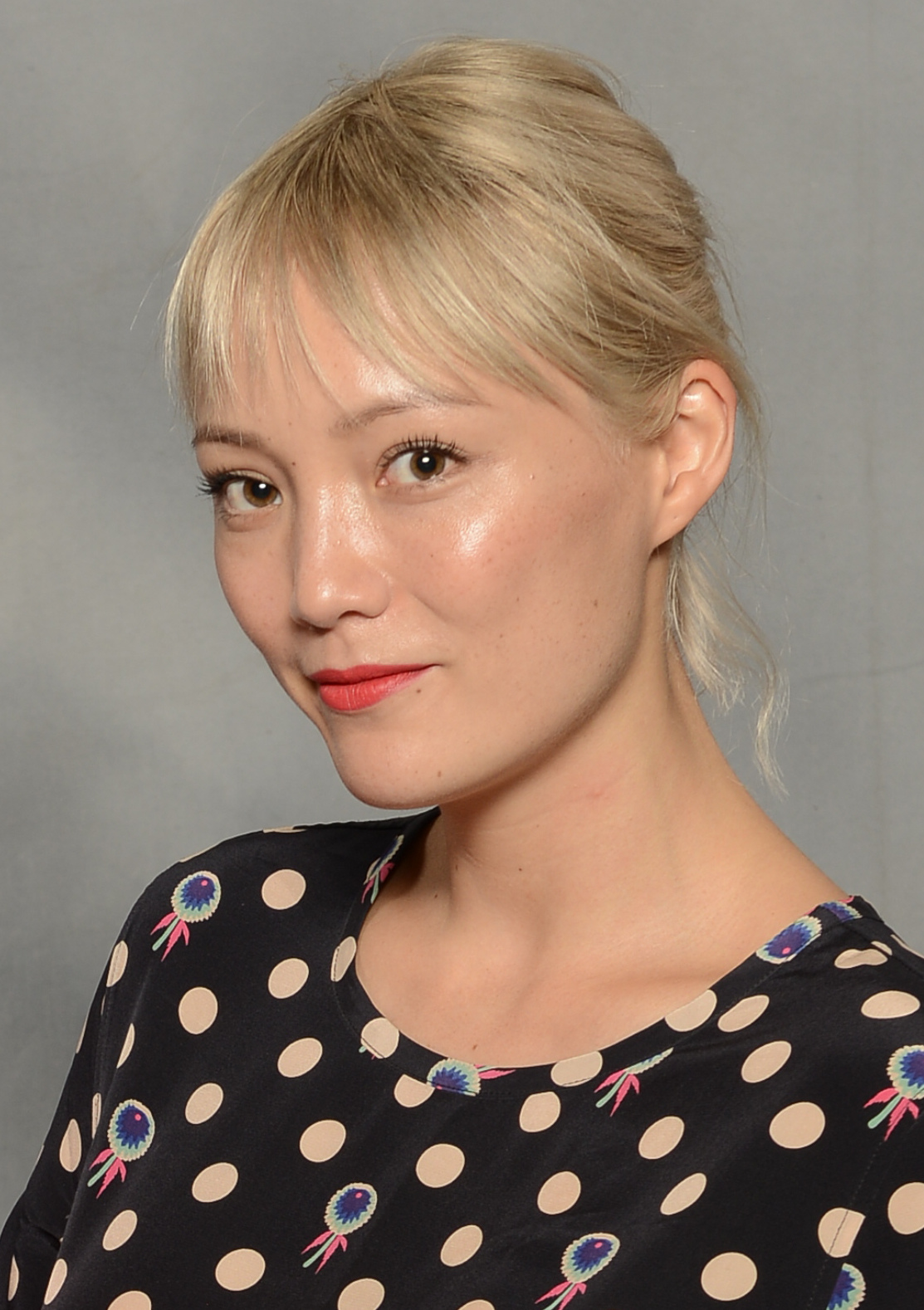
Pom Klementieffová (2017)

Pom Alexandra Klementieff (* 3. května 1986 Québec) je francouzská herečka a modelka. Známá je díky filmové roli Mantis ve filmech Marvel Cinematic Universe jako Strážci Galaxie Vol. 2 (2017), Avengers: Infinity War (2018), Avengers: Endgame (2019), nebo Thor: Láska jako hrom (2022).

## Život
Narodila se 3. května 1986 v Québecu, ale vlastní francouzské občanství. Její matka je korejského původu a její otec rusko- francouzského původu. Jejím dědečkem byl ruský malíř Evžen Klementieff (1901–1985). Její rodiče si vybrali jméno „Pom“, protože je ve výslovnosti podobné korejským slovům pro „jaro“ (봄) a „tygr“ (범).
V Kanadě žila jeden rok. Kvůli diplomatické práci jejího otce se rodina musela často stěhovat a než se usadili ve Francii, žili v Japonsku a v Pobřeží slonoviny. Když bylo Klementieffové pět let, její otec zemřel na rakovinu. U matky se následně rozvinula schizofrenie. Proto Klementieffová vyrůstala u strýce a tety z otcovy strany. Strýc zemřel v den jejích 18. narozenin a její starší bratr Namou spáchal sebevraždu o sedm let později, v den jejích 25. narozenin.
Po strýcově smrti se se po smrti Klementieffová přestěhovala do Paříže, aby studovala práva, aby uklidnila svou tetu, která se bála o její budoucnost, ale nebavilo ji to. S herectvím začala v 19 letech na dramatické škole Cours Florent v Paříži. Několik měsíců po svém vzdělávání vyhrála divadelní soutěž, která jí udělila bezplatné hodiny na dva roky s nejlepšími učiteli školy.

### Kariéra
Klementieffovou první hereckou rolí ve filmu, byl francouzský nezávislý film Après lui z roku 2007, kde si zahrála po boku Catherine Deneuve.
Měla jednu z hlavních rolí ve francouzském filmu Vlk z roku 2009.
V roce 2013 si zahrála v hollywoodské produkci filmu Oldboy, po boku Elizabeth Olsen, Joshe Brolina a Samuela L. Jacksona. V roce 2017 byla obsazena do role Mantis ve druhé části filmu Strážci galaxie a tím se stalo stabilní součástí filmů Marvel Cinematic Universe.
V roce 2019 hostovala v jedné epizodě televizního seriálu Černé zrcadlo. Ve stejném roce si vyzkoušela i dabing, v animovaném filmu Addamsova rodina (2019). O rok později ztvárnila roli Martel v televizním seriálu Westworld.

### Soukromý život
Od roku 2013 žije v Los Angeles. Věnuje se taekwondu, od léta 2014 má fialový pás.